# Sonata per pianoforte n. 10 (Mozart)
La sonata per pianoforte n. 10 in Do maggiore K 330 è un'opera pianistica di Wolfgang Amadeus Mozart.
La data della sua composizione è incerta: datata da Ludwig von Köchel e Alfred Einstein (insieme alle sonate K 331 e K 332) al 1778 a Parigi, in seguito il musicologo Alan Tyson, mediante un'analisi della carta dei manoscritti, ha proposto la datazione di queste sonate al 1783 a Salisburgo o Vienna.
Si segnala per la leggerezza e la semplicità un po' convenzionale della partitura, probabilmente destinata a pianisti di modeste capacità (Hermann Abert ipotizza che fosse stata composta per un allievo).